# Xã Exeter, Quận Wyoming, Pennsylvania
Xã Exeter (tiếng Anh: Exeter Township) là một xã thuộc quận Wyoming, tiểu bang Pennsylvania, Hoa Kỳ. Năm 2010, dân số của xã này là 690 người.